# イラケレ
イラケレ（Irakere）は、キューバのバンドで、ピアニストのチューチョ・バルデースにより1973年に結成された。「イラケレ」はヨルバ語で「菜食主義者」を意味する。
1980年にアルバム『イラケレ』でグラミー賞Best Latin Recordingを受賞。イラケレはアフロ・キューバン・ジャズとキューバの人気ダンス・ミュージックの両方で歴史的な革新を生み出し、バタドラム、アバクアドラム、アララドラム、シェケレ、エリクンディ、マラカス、クラベス、センセロス、ボンゴ、タンバドラ（コンガ）、ギロなどさまざまな打楽器を使用した。

## 来歴
オリジナル・メンバーはバンドマスターのチューチョ・バルデース（ピアノ）、パキート・デリヴェラ（クラリネット、アルトサックス、フルート）、オスカー・バルデース（パーカッション、ボーカル）、カルロス・デル・プエルト（ベース）、カルロス・エミリオ・モラレス（ギター）、ホルヘ・ヴァローナ（トランペット）、ラサロ・アルフォンソ（パーカッション）、ベルナルド・ガルシア（ドラム）。後に加わったフルート奏者のホセ・ルイス・コルテスはこのバンドより脱退後、NGラ・バンダを結成する。
パキート・デリヴェラは1981年に、トランペッターのアルトゥーロ・サンドヴァルは1990年にアメリカに亡命した。

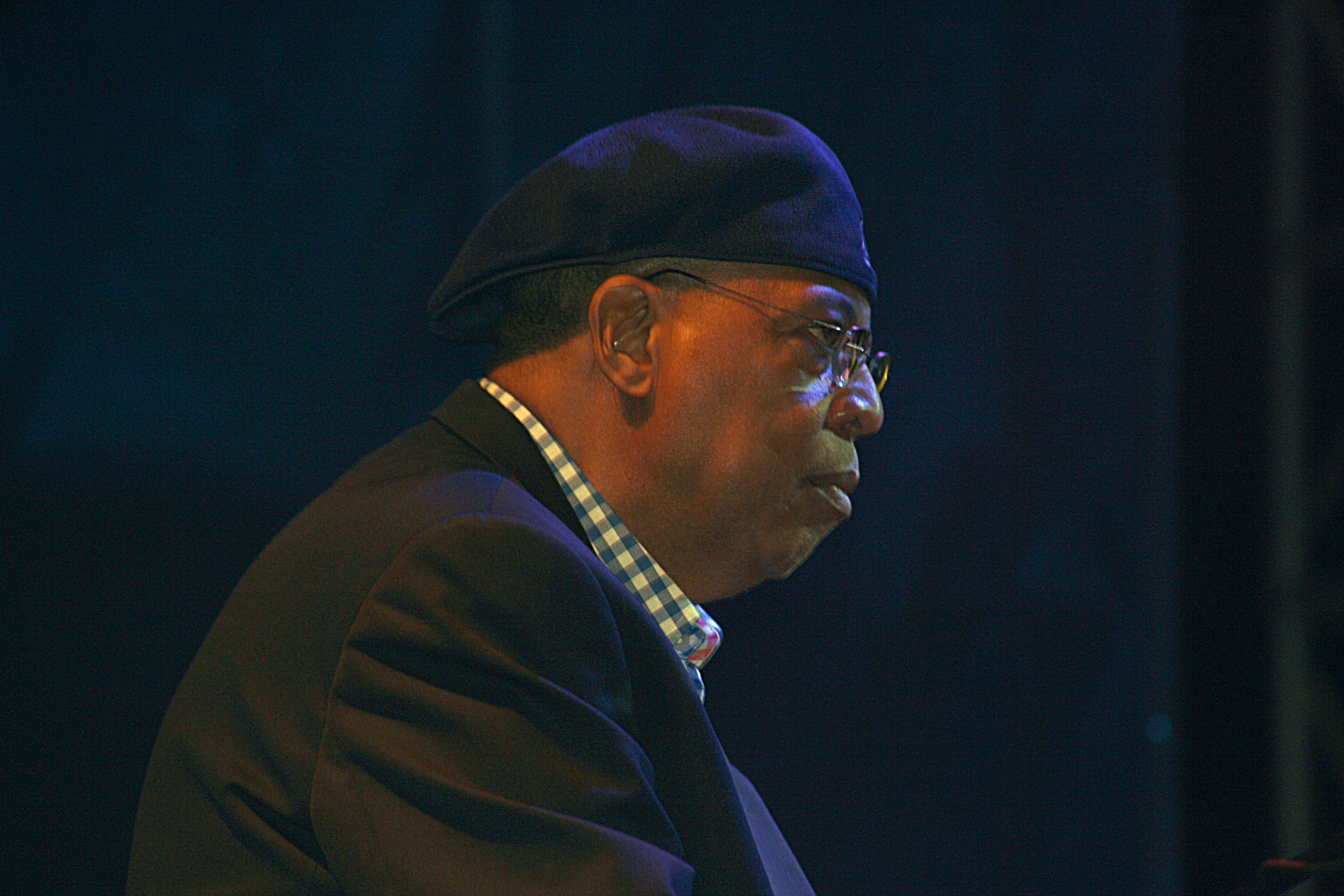
チューチョ・バルデース

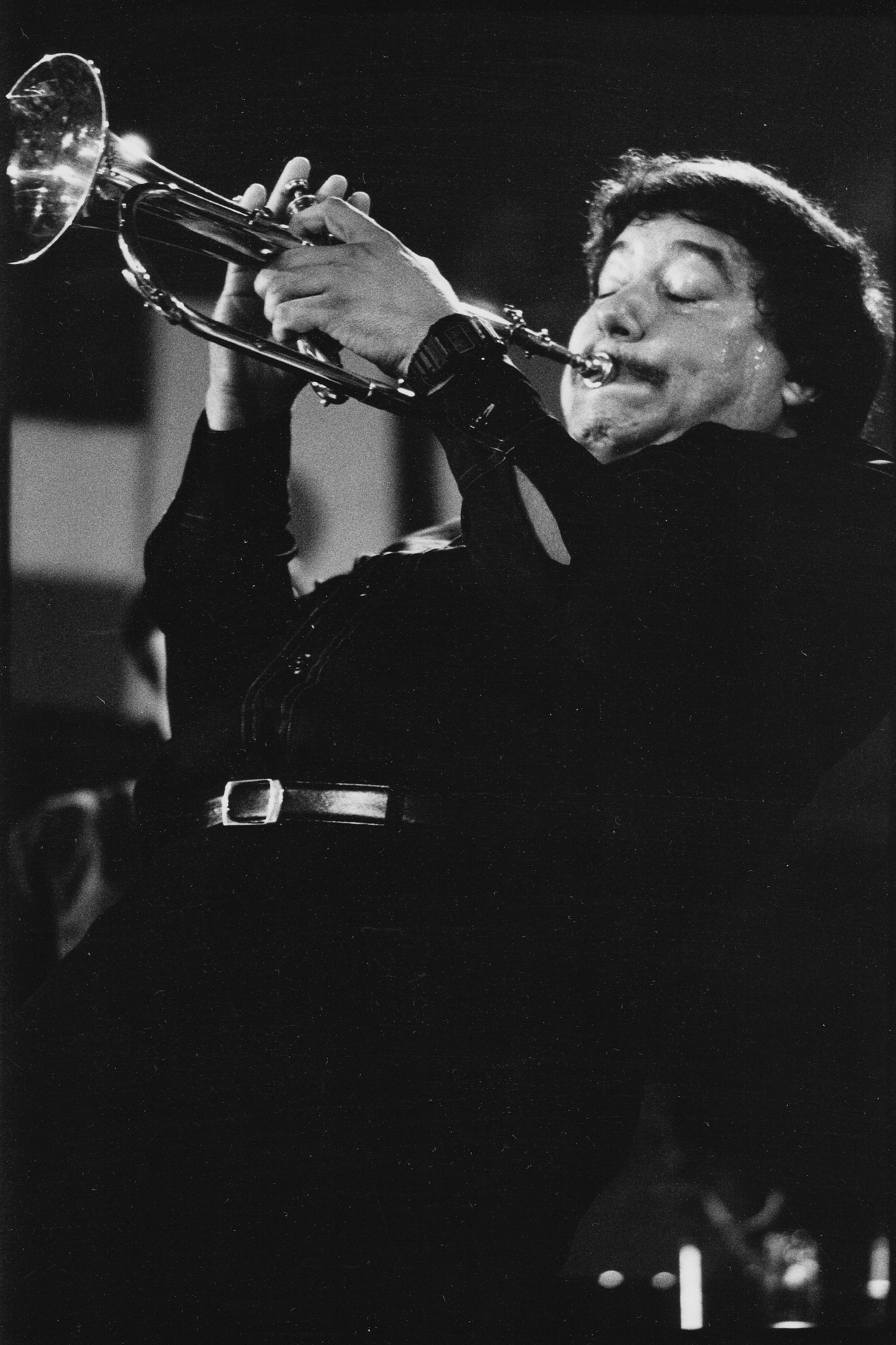
アルトゥーロ・サンドヴァル（1984年）

## ディスコグラフィ

### アルバム
- Teatro Amadeo Roldán – Recital (1974年、Areíto)
- Grupo Irakere (1976年、Areíto)
- Musica cubana contemporanea (1978年、Areíto)
- Leo Brouwer / Irakere (1978年、Areíto)
- Grupo Irakere (1979年、Areíto)
- 『イラケレ』 - Irakere (1979年、Columbia/CBS、Areíto)
- 『チェケレ・ソン』 - Chekere-son (1979年)
- The Best of Irakere (1979年、Columbia/Legacy)
- Irakere II (1980年、Columbia、Areito/Integra)
- El Coco (1980年)
- 『キューバ・リブレ』 - Cuba Libre (1980年)
- Live in Sweden (1981年)
- Para bailar son (1981年)
- Volume VI (1982年、Areíto)
- 『アフロ・キューバンの饗宴』 - Calzada Del Cerro (1983年、Areíto)
- Orquesta sinfónica nacional (1983年、Areíto) ※La colección Volume VIII
- Bailando así (1985年、Areíto) ※La colección Volume IX
- Tierra En Trance (1985年、Areíto) ※La colección Volume X
- Quince minutos (1985年、Areíto) ※La colección Volume XI
- Catalina (1986年)
- Misa Negra (1987年、Messidor)
- The Legendary Irakere In London (1988年)
- Homenaje a Beny Moré (1989年)
- Great Moments (1991年)
- Felicidad (1991年)
- 『イラケレ・イン・ロンドン』 - Live at Ronnie Scott's (1993年)
- Bailando Así (1995年)
- !Afrocubanismo Live! Chucho Valdés and Irakere (1996年、Bembe)
- Babalú Ayé (1997年、Bembe)
- From Havana With Love (1998年、West Wind) ※1978年、ベルギーでのライブ録音
- Indestructible (1999年)
- Yemayá (1999年、Blue Note)
- Pare Cochero (2001年)
- 『1978ワールド・ツアー』 - 1978 World Tour (2008年)